# Utricularia forrestii
Utricularia forrestii är en tätörtsväxtart som beskrevs av Peter Geoffrey Taylor. Utricularia forrestii ingår i släktet bläddror, och familjen tätörtsväxter. Inga underarter finns listade i Catalogue of Life.